# Scheat

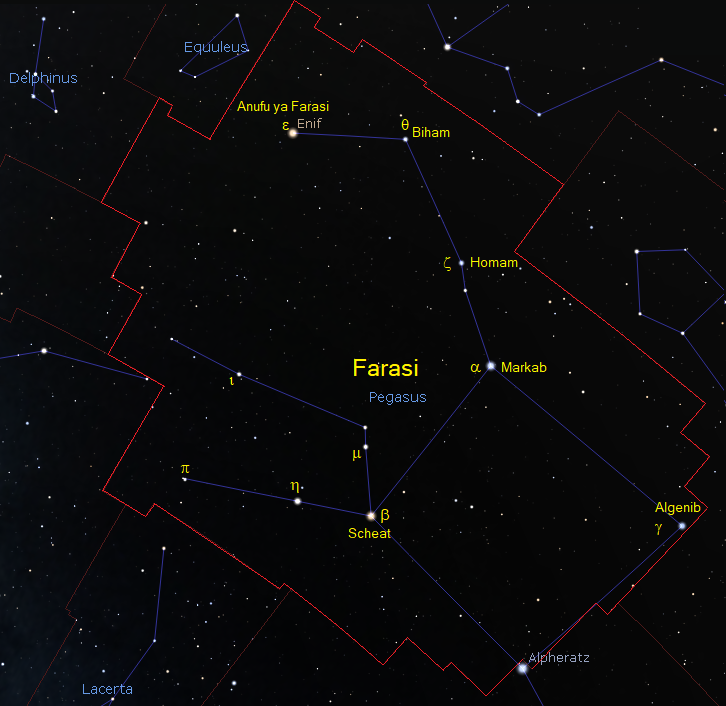
imagen ilustrativa dé la constelación de Pegaso

Scheat (β Pegasi / β Peg / 53 Pegasi) es la segunda estrella más brillante de la constelación de Pegaso —después de Enif (ε Pegasi)— y una de las que forma el asterismo del Cuadrante de Pegaso. Su nombre proviene de la palabra árabe (as-saq, ‘la pierna’ o ‘la espinilla’). Se encuentra a 200 años luz del sistema solar.
Scheat es una gigante roja —catalogada también como gigante luminosa— de tipo espectral M2.5. Su radio es 95 veces más grande que el radio solar; situada en el centro del sistema solar, por lo que la órbita de Mercurio quedaría en el interior, extendiéndose hasta el 70 % del tamaño de la órbita de Venus. Es una estrella muy fría, con una temperatura superficial de 3700 K, un 65 % de la que tiene el Sol. Su luminosidad es 340 veces mayor que la luminosidad solar considerando únicamente la luz visible; pero teniendo en cuenta que Scheat emite una gran cantidad de radiación en el infrarrojo, su luminosidad bolométrica, es decir, en todas las longitudes de onda, alcanza el equivalente a 1500 soles.
Es una estrella variable clasificada como variable irregular, cuyo brillo oscila entre magnitud aparente +2.31 a +2.74. Un fuerte viento estelar que sopla desde su superficie crea un fina envoltura de gas alrededor de la estrella, en la cual se ha detectado vapor de agua.